# Emma Orczy

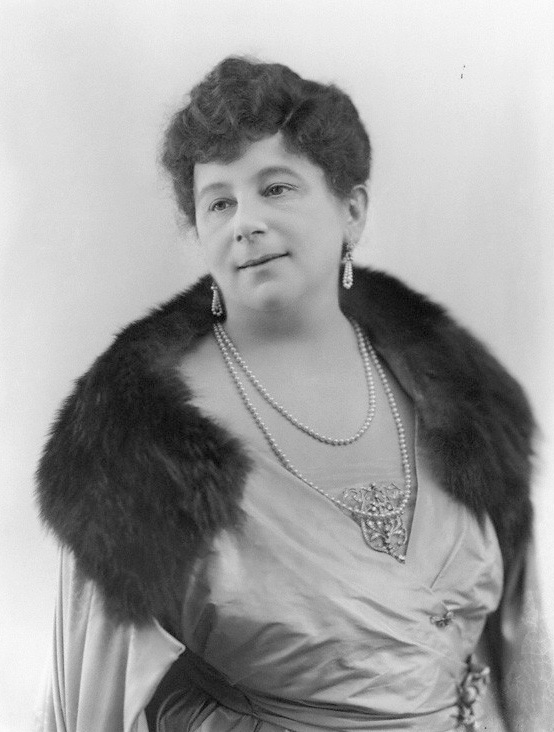
Emma Orczy (1920)

Baroness Emma (Emmuska) Orczy (* 23. September 1865; † 12. November 1947 in Henley-on-Thames), eigentlich Baronesse Emma Magdolna Rozália Mária Jozefa Borbála Orczy de Orczi, war eine britische Schriftstellerin und Malerin ungarischer Herkunft. Ihre Werke veröffentlichte sie als Baroness Orczy, unter welchem Namen sie am bekanntesten ist.

## Leben
Ihr Vater war Baron Félix Orczy aus dem Adelsgeschlecht der Orczy.
Ihr bekanntestes Werk ist Das scharlachrote Siegel (Originaltitel: The Scarlet Pimpernel – die englische Bezeichnung für den Acker-Gauchheil), ein Theaterstück aus dem Jahr 1903, welches 1905 als Roman erschien. Die Geschichte über Percy Blakeney und seine Zweitexistenz als „roter Pimpernel“ wurde u. a. 1934 von Harold Young mit Leslie Howard in der Hauptrolle verfilmt (Die scharlachrote Blume) und diente als Vorlage für das 1997 uraufgeführte Musical The Scarlet Pimpernel. Auch Finale in St. Petersburg aus dem Jahr 1937 basiert auf einem ihrer Romane.

## Werke (Auswahl)

### Theaterstücke
- 1903: The Scarlet Pimpernel
  - Coeur As. Für die deutsche Bühne bearbeitet von Adele Hartwig. Schmiedell, Wien um 1920.

### Scarlet Pimpernel-Reihe
- 1905: The Scarlet Pimpernel
  - Die scharlachrote Blume. Übersetzung: Johanna Schmidt. Schildhorn-Verlag, Berlin 1935.
  - Scarlet Pimpernel, das scharlachrote Siegel. Übersetzung: Werner von Grünau. 
    - Kiepenheuer & Witsch, Köln/Berlin 1968.
    - Heyne, München 1970.
    - Bertelsmann, Gütersloh 1970.
    - Fischer-Taschenbuch-Verlag, Frankfurt 1975. ISBN 978-3-436-01996-9
    - Lübbe, Bergisch Gladbach 1982. ISBN 978-3-404-10187-0
    - Kiepenheuer & Witsch, Köln 1993. ISBN 978-3-462-02309-1
    - Kiepenheuer & Witsch, Köln 2018. ISBN 978-3-462-40188-2
- 1906: I Will Repay
- 1908: The Elusive Pimpernel
- 1913: Eldorado
- 1914: The Laughing Cavalier
- 1917: Lord Tony's Wife
  - Die Frau des Lords. Ein neues Abenteuer von Scarlet Pimpernel. Übersetzung: Herta Haas. 
    - Kiepenheuer & Witsch, Köln 1976. ISBN 978-3-462-01125-8
    - Lübbe, Bergisch Gladbach 1984. ISBN 978-3-404-10447-5
    - Kiepenheuer & Witsch, Köln 2018, ISBN 978-3-462-40189-9
- 1919: The League of the Scarlet Pimpernel (Kurzgeschichtensammlung)
- 1921: The First Sir Percy
- 1922: The Triumph of the Scarlet Pimpernel.
  - Der Triumph der scharlachroten Blume. Übersetzung: Reinhold Scharnke. Aufwärts-Verlag, Berlin 1937.
- 1927: Sir Percy Hits Back
- 1929: Adventures of the Scarlet Pimpernel (Kurzgeschichtensammlung)
- 1933: The Way of the Scarlet Pimpernel
- 1936: Sir Percy Leads the Band
- 1940: Mam'zelle Guillotine

### Weitere Romane
- 1899: The Emperor's Candlesticks
  - Die Leuchter des Kaisers. Übersetzung: Alwina Vischer. 
    - Engelhorn, Stuttgart 1922.
    - Aufwärts-Verlag, Berlin 1936.
- 1910: Petticoat Government
- 1935: The Turbulant Duchess
  - Eine Frau unter Tausenden. Die Geschichte der Caroline Ferdinande. Übersetzung: Mildred Harnack-Fish. von Schröder, Hamburg 1937.

### Weitere Kurzgeschichtensammlungen
- 1909: The Old  Man in the Corner
- 1910: Lady Molly of Scotland Yard

## Verfilmungen ihrer Werke (Auswahl)
- 1928: Die Verschwörer (Two Lovers) – Regie: Fred Niblo
- 1934: Die scharlachrote Blume (The Scarlet Pimpernel) – Regie: Harold Young
- 1936: Die Leuchter des Kaisers – Regie: Karl Hartl
- 1937: Finale in St. Petersburg (The Emperor's Candlesticks) – Regie: George Fitzmaurice
- 1937: The Return of the Scarlet Pimpernel – Regie: Hanns Schwarz
- 1949: Das dunkelrote Siegel (The Elusive Pimpernel) – Regie: Michael Powell, Emeric Pressburger
- 1982: Das scharlachrote Siegel (The Scarlet Pimpernel) – Regie: Clive Donner